# 鸡公山站
鸡公山站是京广铁路和鸡杨铁路上的一个铁路车站，位于河南省信阳市浉河区李家寨镇，建于1902年，目前为四等站，邮政编码为464134。车站客运业务已于2006年4月1日停办；不办理货运业务。